# Giải Cánh diều 2010
Giải Cánh diều năm 2010 là giải thưởng điện ảnh Cánh diều lần thứ 9 được Hội Điện ảnh Việt Nam tổ chức trao cho các phim, công trình nghiên cứu, lý luận phê bình điện ảnh bằng tiếng Việt, của Việt Nam được thực hiện trong năm 2010.

## Tham dự và đoạt giải

### Giải tác phẩm
| Phim hoạt hình (nhựa và video) | Phim khoa học (nhựa và video) |
| --- | --- |
| - Người con của Rồng (đạo diễn Phạm Minh Trí) - Chiếc lá cánh diều bạc (phim 3D, đạo diễn Phạm Hồng Sơn) - Vũ điệu ánh sáng cánh diều bạc (đạo diễn Bùi Mạnh Quang) - Truyền thuyết về những con sóng đại dương (phim 3D) - Cánh diều Họa Mi (phim cắt giấy vi tính) - Giấc mơ Loa thành (phim 2D và 3D) - Cầu vồng chắn mưa (phim 3D) - Truyền thuyết hồ Gươm | - Mùa sinh ở biển (đạo diễn Vũ Hoài Nam) - Bướm côn trùng cánh vải cánh diều bạc - PV Gas trên đường hội nhập - Rừng Cà Mau kể chuyện - Nguy hiểm bệnh đái tháo đường |
| Phim tài liệu (nhựa và video) | Phim ngắn |
| - Tội ác rừng xanh (đạo diễn Lê Hoài Phương) - Chử Chủng Lầu trên nương đá cánh diều bạc (đạo diễn Bùi Tuấn) - Hòa thượng Trần Nhiếp – đạo và đời cánh diều bạc (đạo diễn Nguyễn Việt Bình) - Khúc quân hành chào mừng đại lễ - Đại tướng Nguyễn Quyết - Thượng tướng, Giáo sư Hoàng Minh Thảo - Gươm đàn Thăng Long - Hoàng Sa trong lòng Tổ quốc - Từ Thác Bà đến Sơn La - Những người cộng sản - Cố đô - Chuyện của Nhã - Vô cảm - Giáo sư Đào Duy Anh - Nữ bộ trưởng ngoại giao đầu tiên của Việt Nam - Lời ru thì buồn - Người Việt hàng Việt - Tiếng gọi đồng quê - Hoài vọng - Một mai, mai một Tiếng tuồng - Ghi dấu cùng Thủ đô (5 tập) - Người đưa linh - Rặng dương liễu trong gió bão - Thả một bè lau - Thời trẻ trung sôi nổi - Chung sức cho ngày toàn thắng - Đời sậy - Đời người - Phạm Tử Nghi- Anh hùng thời tao loạn - Câu chuyện nhỏ mà lớn - Ngẫu hứng trống cồng chinh - Vương Anh nhớ những vòng quay - Đời võng - Người trồng cây trên đất Gáo Giồng - Lịch sử gọi tên anh - Chông chênh nghề đáy hàng khơi - Thăng Long điểm hẹn lịch sử (Từ cội nguồn đất mẹ) - Cây xương rồng bên tháp nắng | - Không có Cánh diều vàng - Cánh diều Bạc: - Đường kiến - Mẹ và con - Bằng khen - Tình già - Nhọc nhằn than - Tập làm văn - Mình ơi - Khẽ chạm |
| Phim truyện video - phim truyền hình | Phim truyện nhựa |
| - Bí thư Tỉnh ủy (đạo diễn Quốc Trọng, Trần Trọng Khôi) - Vó ngựa trời Nam cánh diều bạc (đạo diễn Lê Cung Bắc) - Câu chuyện pháp đình - Ngã rẽ cánh diều bạc (đạo diễn Nguyễn Tường Phương) - Xúc xắc mùa thu - Về đất Thăng Long - Thẩm mỹ viện - Những ông bố độc thân - Phía sau hào quang - Trái đắng - Người lính đặc nhiệm - Blog nàng dâu - Đầm lầy bạc - Giấc mơ cổ tích - Cổng mặt trời - Vũ khúc ánh trăng - Muối Bok Hồ - Tình người ấm áp | - Long thành cầm giả ca (đạo diễn Đào Bá Sơn) - Cánh đồng bất tận cánh diều bạc (đạo diễn Nguyễn Phan Quang Bình) - Khát vọng Thăng Long cánh diều bạc (đạo diễn Lưu Trọng Ninh) - Vũ điệu đam mê cánh diều bạc (đạo diễn: Nguyễn Đức Việt) - Tây Sơn hào kiệt - Hoa đào - Vượt qua bến Thượng Hải - Nhìn ra biển cả - Cô dâu đại chiến - Thiên sứ… 99 |
| Công trình nghiên cứu, lý luận phê bình điện ảnh-truyền hình | Giải Báo chí-Phê bình điện ảnh cho phim truyện nhựa xuất sắc nhất |
| - Không có giải vàng, bạc - Bằng khen cho Gọi tiếng cho hình - Khung hình tự sự - Từ vựng Điện ảnh Anh - Pháp - Việt - Giáo trình Nghệ thuật học | - Cánh đồng bất tận (đạo diễn Nguyễn Phan Quang Bình) |

### Giải cá nhân
| Biên kịch phim truyện nhựa | Đạo diễn phim truyện nhựa                                                                                            |
| --- | --- |
| - Văn Lê (phim Long thành cầm giả ca) | - Lưu Trọng Ninh (phim Khát vọng Thăng Long)                                                                         |
| Quay phim phim truyện nhựa | Họa sĩ phim truyện nhựa                                                                                              |
| - Hoàng Dũng (phim Vũ điệu đam mê) | - Nguyễn Trung Hoan, Nguyễn Mạnh Đức (phim Long thành cầm giả ca)                                                    |
| Âm thanh phim truyện nhựa | Nhạc sĩ phim truyện nhựa                                                                                             |
| - Nguyễn Trung Hiếu (phim Cô dâu đại chiến) | - Nguyễn Quốc Trung (phim Cánh đồng bất tận)                                                                         |
| Diễn viên nam chính phim truyện nhựa | Diễn viên nữ chính phim truyện nhựa                                                                                  |
| - Vũ Đình Toàn (vai Lê Long Đĩnh, phim Khát vọng Thăng Long) - Quách Ngọc Ngoan (vai Tố Như, phim Long thành cầm giả ca) (vai Lý Công Uẩn, phim Khát vọng Thăng Long) | - Ninh Dương Lan Ngọc (vai Nương, phim Cánh đồng bất tận) - Nhật Kim Anh (vai Cầm / Gái, phim Long thành cầm giả ca) |
| Diễn viên nam phụ phim truyện nhựa | Diễn viên nữ phụ phim truyện nhựa                                                                                    |
| - Võ Thanh Hòa vai Điền, (phim Cánh đồng bất tận) | - Cao Thùy Dương (phim Vũ điệu đam mê)                                                                               |
| Đạo diễn phim hoạt hình | Đạo diễn phim khoa học                                                                                               |
| - Phạm Minh Trí (phim Người con của Rồng) | |
| Đạo diễn phim tài liệu | |
| - Lê Hoài Phương (phim Tội ác rừng xanh) | |
| Biên kịch phim truyện video | Đạo diễn phim truyện video                                                                                           |
| - Vân Thảo (kịch bản gốc phim Bí thư Tỉnh ủy) | - Lê Cung Bắc (phim Vó ngựa trời Nam)                                                                                |
| Diễn viên nam chính phim truyện video | Diễn viên nữ chính phim truyện video                                                                                 |
| - Huỳnh Đông (vai Huỳnh Văn Nghệ, phim Vó ngựa trời Nam) | - Minh Châu (vai bà Thường, phim Bí thư Tỉnh ủy)                                                                     |

## Các tác phẩm nhiều tham dự và giải thưởng
- 3 giải cánh diều vàng:
  - Long thành cẩm giả ca: cánh diều vàng phim truyện nhựa, biên kịch và họa sĩ phim truyện nhựa.
  - Cánh đồng bất tận: cánh diều vàng nhạc sĩ, diễn viên nữ chính và nam phụ phim truyện nhựa. Ngoài ra Cánh đồng bất tận còn đoạt giải cánh diều bạc cho phim nhựa và giải báo chí bình chọn.
  - Bí thư Tỉnh ủy: cánh diều vàng phim truyện video - truyền hình, biên kịch và diễn viên nữ chính phim truyện video - truyền hình.
- 2 giải cánh diều vàng:
  - Người con của Rồng: cánh diều vàng phim hoạt hình và đạo diễn phim hoạt hình.
  - Tội ác rừng xanh: cánh diều vàng phim tài liệu và đạo diễn phim tài liệu.
  - Vó ngựa trời Nam: cánh diều vàng đạo diễn và diễn viên nam chính phim truyện video - truyền hình.
  - Khát vọng Thăng Long: cánh diều vàng đạo diễn và diễn viên nam chính phim truyện nhựa. Ngoài ra Khát vọng Thăng Long còn đoạt giải cánh diều bạc cho phim nhựa cùng Cánh đồng bất tận.
  - Vũ điệu đam mê: cánh diều bạc cho phim truyện nhựa,  quay phim xuất sắc và diễn viên nữ phụ xuất sắc phim truyện nhựa.

## Lễ trao giải
Trao giải diễn viên nam và nữ chính phim truyện nhựa: Nghệ sĩ Nhân dân Nguyễn Thế Anh và Nghệ sĩ Nhân dân Nguyễn Như Quỳnh
Xem thêm Danh sách phim điện ảnh đạt giải Cánh Diều Vàng